# Nogal de Mélida
El Nogal de Mélida es un árbol frutal de la especie Juglans regia ubicado a la entrada de la localidad de Mélida (Navarra), España, entre la confluencia formada por las carreteras NA-5500 (dirección Carcastillo) y la NA-5330 (dirección Santacara) y el río Aragón, en el soto de San Miguel. Fue declarado monumento natural en el año 2009. Es uno de los dos árboles de esta especie protegidos en Navarra. El otro (M.N.22) está en Garde.

## Dimensiones
El  diámetro del tronco en la base es 1 metros y 0,78 a 1,30 m del suelo, alcanzando una altura 16 metros con unas dimensiones en la copa de 20 por 20 metros de diámetro de proyección.

## Edad
Fue plantado hace más de 100 años. 